# Cloudita
La cloudita és un mineral de la classe dels fosfats que pertany al grup de la beudantita.

## Característiques
La cloudita és un fosfat de fórmula química BaFe³⁺₃(PO₄)(SO₄)(OH)₆. Va ser aprovada com a espècie vàlida per l'Associació Mineralògica Internacional en el mes d'agost de l'any 2023, i encara resta pendent de publicació. Cristal·litza en el sistema trigonal.
L'exemplar que va servir per a determinar l'espècie, el que es coneix com a material tipus, es troba conservat a les col·leccions mineralògiques del Museu d'Austràlia Meridional, a Adelaida, Austràlia, amb el número de registre: G35356.

## Formació i jaciments
Va ser descoberta a la pedrera Iron Monarch, situada a la Serralada Middleback, a la península d'Eyre (Austràlia Meridional, Austràlia), sent l'únic indret de tot el planeta on ha estat descrita aquesta espècie mineral.